# Trận Bạch Đằng (938)
Trận sông Bạch Đằng (chữ Hán: 白藤江之戰, Hán-Việt: Bạch Đằng giang chi Chiến) năm 938 là một trận đánh giữa quân dân Tĩnh Hải quân (vào thời đó, Việt Nam chưa có quốc hiệu chính thức) do Ngô Quyền lãnh đạo đánh với quân Nam Hán trên sông Bạch Đằng. Kết quả là người Việt giành thắng lợi lớn nhờ kế sách cắm cọc nhọn dưới lòng sông Bạch Đằng của Ngô Quyền. Trước sự chiến đấu dũng mãnh của người Việt, quá nửa quân Nam Hán chết đuối, hoàng tử Nam Hán là Lưu Hoằng Tháo cũng tử trận. Đây là một trận đánh quan trọng trong lịch sử Việt Nam. Nó đánh dấu cho việc chấm dứt hơn 1000 năm Bắc thuộc của Việt Nam, nối lại quốc thống cho người Việt.
Sau chiến thắng này, Ngô Quyền lên ngôi vua, tái lập đất nước. Ông được xem là một vị "vua của các vua" trong lịch sử Việt Nam. Đại thắng trên sông Bạch Đằng đã khắc họa mưu lược và khả năng đánh trận của ông.

## Bối cảnh
Năm 931, Dương Đình Nghệ đánh đuổi quân Nam Hán – một trong 10 nước thời Ngũ đại Thập quốc nằm liền kề với Tĩnh Hải quân – giành lại quyền tự chủ cho người Việt ở Tĩnh Hải quân, tự xưng là Tĩnh Hải quân Tiết độ sứ.
Cuối năm 937, Đình Nghệ bị nha tướng Kiều Công Tiễn giết hại để cướp ngôi Tiết độ sứ. Con rể và là một tướng khác của Đình Nghệ là Ngô Quyền bèn tập hợp lực lượng ra đánh Công Tiễn để trị tội phản chủ. Kiều Công Tiễn sợ hãi, bèn sai người sang cầu cứu Nam Hán. Vua Nam Hán là Lưu Cung nhân cơ hội đó bèn quyết định đánh Tĩnh Hải quân lần thứ hai. Lưu Cung cho rằng Dương Đình Nghệ qua đời thì Tĩnh Hải quân không còn tướng giỏi, bèn phong cho con trai thứ 9 là Lưu Hoằng Tháo làm "Bình Hải tướng quân" và "Giao Chỉ vương", thống lĩnh thủy quân.

## Diễn biến

### Ngô Quyền bao vây và giết Kiều Công Tiễn
Sau khi tập hợp các hào kiệt trong nước đứng về phía mình, Ngô Quyền mang quân từ Ái Châu ra Bắc đánh Kiều Công Tiễn. Kiều Công Tiễn bị cô lập không chống nổi, trông chờ viện binh của Nam Hán.
Trong khi vua Nam Hán đang điều quân thì Ngô Quyền đã tiến ra thành Đại La (Tống Bình). Kiều Công Tiễn bị túng thế không đủ sức chống lại nên thành nhanh chóng bị giết chết. Lúc đó quân Nam Hán vẫn chưa tiến vào tới biên giới 2 nước.

### Kế hoạch của quân Nam Hán
Vua Nam Hán cho con trai là Hoằng Tháo làm Tĩnh Hải quân Tiết độ sứ, đổi tước phong là Giao Vương, đem 2 vạn quân sang với danh nghĩa là cứu Công Tiễn. Lưu Cung hỏi kế ở Sùng Văn hầu là Tiêu Ích.

### Trận chiến trên sông Bạch Đằng

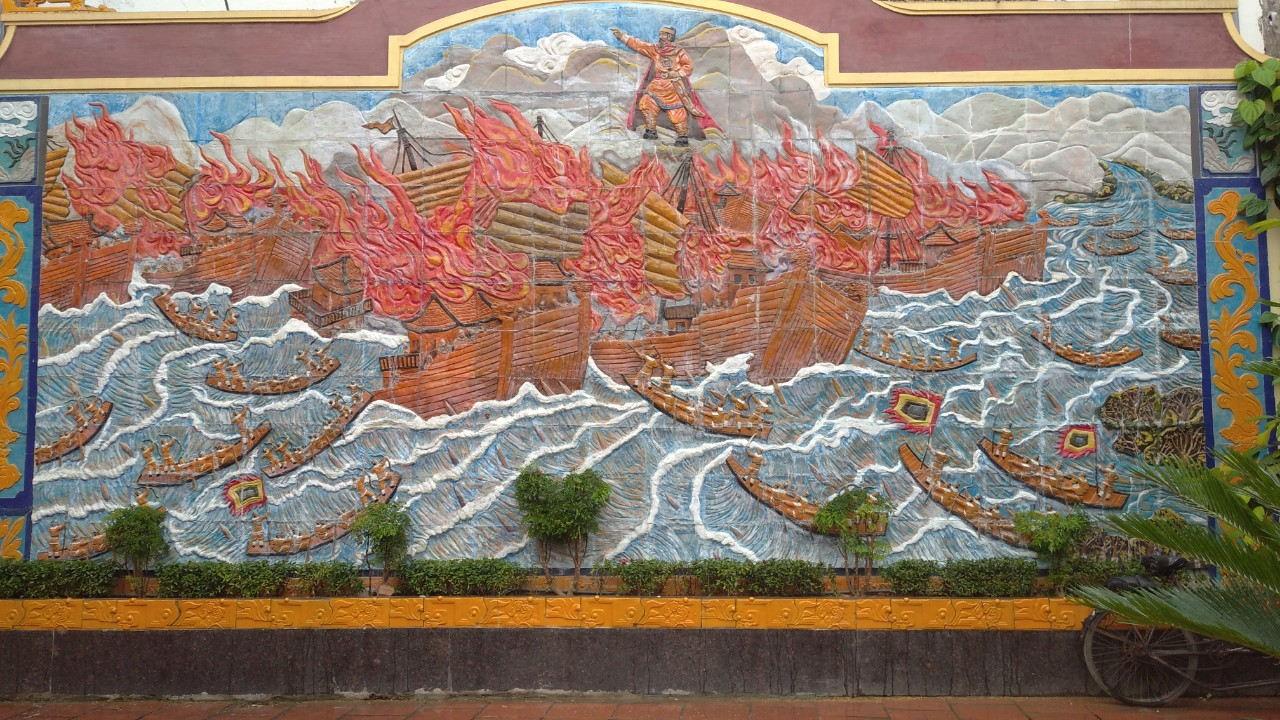
Tranh ghép đá mô phỏng trận Bạch Đằng 938

Vào một ngày cuối đông năm 938, trên sông Bạch Đằng, binh thuyền do Hoằng Tháo chỉ huy vừa vượt biển tiến vào cửa ngõ Bạch Đằng. Quân Nam Hán thấy quân của Ngô Quyền chỉ có thuyền nhẹ, quân ít tưởng có thể ăn tươi, nuốt sống liền hùng hổ tiến vào. Ngô Quyền ra lệnh cho quân bỏ chạy lên thượng lưu. Đợi đến khi thủy triều xuống, ông mới hạ lệnh cho quân sĩ đổ ra đánh. Thuyền chiến lớn của Nam Hán bị mắc cạn và lần lượt bị cọc đâm thủng gần hết. Lúc đó Ngô Quyền mới tung quân ra tấn công dữ dội. Quân Nam Hán thua chạy, còn Lưu Hoằng Tháo bỏ mạng với hơn một nửa quân sĩ.

### Kết quả

Tranh giả đồng tái hiện trận Bạch Đằng 938

Vua Nam Hán đang cầm quân tiếp ứng đóng ở biên giới mà không kịp trở tay đối phó. Nghe tin Hoằng Tháo tử trận, Lưu Cung kinh hoàng, đành "thương khóc thu nhặt quân còn lại mà rút lui" (Đại Việt sử ký toàn thư). Từ đó nhà Nam Hán bỏ hẳn mộng xâm lược Tĩnh Hải quân. Lưu Cung cũng than rằng cái tên "Cung" của ông là xấu.
Năm 939, Ngô Quyền lên ngôi vua, xưng là Ngô Vương, lập ra nhà Ngô, đóng đô ở Cổ Loa (Đông Anh, Hà Nội ngày nay).

## Di sản
Năm 1288, quân Đại Việt do Trần Thánh Tông, Trần Nhân Tông và Trần Hưng Đạo lãnh đạo giao chiến với quân Nguyên trên sông Bạch Đằng. Trước đó, Trần Hưng Đạo đã cho đóng cọc và phủ cỏ lên trên rồi cho quân khiêu chiến, giả vờ bỏ chạy. Quân Nguyên đuổi theo, quân Đại Việt cố sức đánh lại. Nước triều rút xuống, thuyền quân Nguyên vướng cọc và nghiêng đắm gần hết. Trận này quân Nguyên đại bại, bắt được tướng Nguyên là Ô Mã Nhi, Tích Lệ Cơ Ngọc (là một tướng Hán nhưng nhiều người tưởng là hai tướng) và 400 chiến thuyền.

Cọc gỗ trong trận chiến trên cửa sông Bạch Đằng năm 938 còn lưu giữ tại Bảo tàng của khu di tích Tràng Kênh.

## Nguyên nhân chiến thắng
Chiến thuật quân sự của Ngô Quyền rất độc đáo và đúng như nhận định của Lê Văn Hưu: "Mưu giỏi mà đánh cũng giỏi" hoặc "mưu tài đánh giỏi" như trong Đại Việt Sử ký Toàn thư. Tuy nhiên, theo các nhà quân sự, việc áp dụng chiến thuật lấy cọc nhọn đâm thuyền địch muốn thành công cần có sự kết hợp chặt chẽ với một số mưu mẹo khác.
- Thứ nhất, phải dụ địch đến đúng bãi cọc đã đóng giăng bẫy khi thủy triều còn cao, bãi cọc chưa bị phát lộ.
- Thứ hai, phải nắm rất vững quy luật thủy triều theo từng giờ và tính toán thời điểm để khi thuyền quân địch tới bãi cọc rồi, thủy triều mới rút, có như vậy thuyền địch mới bị mắc cạn và bị cọc đâm.

Chỉ khi có đủ hai điều kiện trên, mưu kế mới phát huy tác dụng. Nếu nước triều rút quá sớm so với dự định, bãi cọc sớm phát lộ, thuyền địch sẽ biết và tránh xa cảnh giác, như vậy mưu sự hỏng. Không những thế, rất có thể chính các thuyền phía quân mình sẽ bị vướng cọc, thành "gậy ông đập lưng ông".
Nếu nước triều rút quá muộn so với dự định, thuyền chiến của địch cứ thế vượt qua, không có trở ngại gì, coi như bãi cọc đóng xuống vô tác dụng. Đây chính là trường hợp mà các nhà quân sự Việt Nam đã ghi lại của trận Bạch Đằng, 981, quân Tống đã vượt qua bãi cọc để vào được đất liền mà không bị trở ngại (tuy nhiên sau đó vẫn bị mắc mưu Lê Hoàn và đại bại).
Vì vậy, để mưu sự thành công, ngoài việc chuẩn bị cọc nhọn một cách bí mật và hoàn thành sớm, việc dụ địch đi theo đúng lộ trình mình muốn và đến vào thời điểm mình muốn mang ý nghĩa quyết định. Mưu sự thành công có thể quyết định toàn bộ cuộc chiến chỉ trong 1 buổi và Ngô Quyền đã thành công bởi mưu kế độc đáo và tính toán, vận dụng chính xác quy luật của tự nhiên.
Người vận dụng lại mưu kế này là Trần Hưng Đạo trong trận Bạch Đằng, 1288 cũng biết cách kết hợp áp dụng chính xác như vậy nên lại lập đại công phá quân Nguyên. Đời sau nghe chuyện dùng cọc đâm thuyền địch có vẻ dễ dàng, nhưng khi áp dụng cụ thể mới thấy không hoàn toàn dễ dàng để có thắng lợi như sử sách đã ghi. Không phải ngẫu nhiên mà cả Ngô Quyền và Trần Hưng Đạo đều được xem là danh tướng trong lịch sử Việt Nam

## Ý nghĩa
| “             | Lưu Cung tham đất đai của người, muốn mở rộng bờ cõi, đất đai chưa lấy được mà đã hại mất đứa con của mình và hại cả nhân dân, tức như Mạnh Tử nói: "Đem cái mình không yêu mà hại cái mình yêu" vậy chăng? | ” |
| — Ngô Sĩ Liên | |   |

| “             | Tiền Ngô Vương có thể lấy quân mới họp của nước Việt ta mà đánh tan được trăm vạn quân của Lưu Hoằng Tháo, mở nước xưng vương, làm cho người phương Bắc không dám lại sang nữa. Có thể nói là một lần nổi giận mà yên được dân, mưu giỏi mà đánh cũng giỏi vậy. Tuy chỉ xưng vương, chưa lên ngôi đế, đổi niên hiệu, nhưng chính thống của nước Việt ta, ngõ hầu đã nối lại được. | ” |
| — Ngô Sĩ Liên | |   |

| “                                  | Ngô Quyền trong thì giết được nghịch thần, báo thù cho chủ, ngoài thì phá được cường địch, bảo toàn cho nước, thật là một người trung nghĩa lưu danh thiên cổ, mà cũng nhờ có tay Ngô Quyền, nước Nam ta mới cởi được ách Bắc thuộc hơn một nghìn năm, và mở đường cho Đinh, Lê, Lý, Trần về sau này được tự chủ ở cõi Nam vậy. | ” |
| — Việt Nam sử lược, Trần Trọng Kim | |   |

Trận thắng lớn ở sông Bạch Đằng năm 938 có ý nghĩa vô cùng quan trọng đối với lịch sử Việt Nam, nó đã giúp chấm dứt 1000 năm Bắc thuộc trong lịch sử Việt Nam, mở ra một thời kỳ độc lập tự chủ cho Việt Nam.
Chiến thắng Bạch Đằng có thể coi là trận chung kết toàn thắng của dân tộc Việt Nam trên con đường đấu tranh chống Bắc thuộc, chống đồng hóa, đấu tranh giành lại độc lập dân tộc. Phải đặt trong bối cảnh Bắc thuộc kéo dài sau 1117 năm (179 TCN - 938) mới thấy hết ý nghĩa lịch sử vĩ đại của nó.
Hơn thế nữa, trong hơn 1000 năm Bắc thuộc đó, kẻ thù của dân tộc Việt là một đế quốc lớn mạnh bậc nhất ở phương Đông với chủ nghĩa bành trướng Đại Hán đang lúc phát triển cao độ, nhất là dưới thời Hán, Đường. Tiếp tục công cuộc bành trướng của Tần Thủy Hoàng, nhà Hán đã chinh phục miền Bắc xứ Triều Tiên chiếm đất đai các bộ lạc du mục phía Bắc, mở rộng lãnh thổ về phía Trung Á, xâm lược các nước Hạ Lang, Điền ở Tây Nam. Đầu thế kỷ thứ 7, nhà Tùy bành trướng mạnh về phía Đông, chinh phục Triều Tiên, Lưu Cầu (Đài Loan), Giao Châu, Lâm Ấp, Tây Đồ Quốc..., nhà Đường mở rộng bành trướng về mọi phía, lập thành một đế chế bao la như Đường Thái Tông đã từng tuyên bố: "Ta đã chinh phục được hơn 200 vương quốc, dẹp yên bốn bề, bọn Di Man ở cõi xa cũng lần lượt về quy phục" (theo Đường thư).
Từ đầu Công Nguyên, dân số của đế chế Hán đã lên đến 57 triệu người. Thời gian đó, dân số của Việt Nam chỉ độ một triệu. Sau khi chiếm được Việt Nam, mưu đồ của nhà Hán không phải chỉ dừng lại ở chỗ thủ tiêu chủ quyền quốc gia, bóc lột nhân dân, vơ vét của cả, mà còn tiến tới đồng hóa vĩnh viễn dân tộc Việt, sáp nhập đất đai vào Trung Quốc. Chính sách đồng hóa là một đặc trưng nổi bật của chủ nghĩa bành trướng Đại Hán, đã được thực hiện từ thời Hán và đẩy mạnh tới nhà Đường. Trong toàn bộ tiến trình lịch sử Việt Nam, đây là một trong những thời kỳ vận mạng dân tộc trải qua một thử thách cực kỳ hiểm nghèo.
Ngô Quyền - người anh hùng của chiến thắng oanh liệt trên sông Bạch Đằng năm 938 - trở thành vị vua có "công tái tạo, vua của các vua" theo như nhận định của Đại Việt Sử ký Toàn thư. Ông xứng đáng với danh hiệu là "vị Tổ Trung hưng" của dân tộc như nhà yêu nước Phan Bội Châu lần đầu tiên đã nêu lên trong Việt Nam quốc sử khảo.
Sau chiến thắng Bạch Đằng, Việt Nam bước vào thời kỳ xây dựng đất nước trên quy mô lớn. Đó là kỷ nguyên của văn minh Đại Việt, của văn hóa Thăng Long, kỷ nguyên phá Tống, bình Nguyên, đuổi Minh, một kỷ nguyên rực rỡ của các triều đại Lý, Trần, Lê.
Nhà sử học Ngô Thì Sĩ đánh giá: 
| “                              | Trận thắng trên sông Bạch Đằng là cơ sở cho việc khôi phục quốc thống. Những chiến công đời Đinh, Lê, Lý, Trần sau này còn nhờ vào uy danh lẫm liệt ấy để lại. Trận Bạch Đằng vũ công cao cả, vang dội đến nghìn thu, há phải chỉ lẫy lừng ở một thời bấy giờ mà thôi đâu | ” |
| — Việt sử tiêu án - Ngô Thì Sĩ | |   |

Còn theo vua Dực Tông nhà Nguyễn (Tự Đức):
| “                                                                    | Ngô Quyền gặp được ngụy triều Nam Hán là một nước nhỏ, Hoằng Tháo là thằng hèn kém, nên mới có được trận thắng trên sông Bạch Đằng. Đó là một việc may, có gì đáng khen. Nếu gặp phải tay Trần Bá Tiên, mà bảo rằng Ngô Quyền không phải theo gót Lý Nam Đế, Triệu Việt Vương, thì ít có lắm! | ” |
| — Khâm Định Việt sử thông giám cương mục - Quốc sử quán triều Nguyễn | |   |

## Truyền kì
Sách Việt điện u linh, chương Bố Cái Đại Vương đã thuật lại chuyện Phùng Hưng hiển linh để trợ giúp Ngô Quyền đánh thắng quân Nam Hán:
Thời Ngô Tiên chúa kiến quốc, Bắc binh nhập khấu, Tiên chúa đã lo, nửa đêm hốt nhiên mộng thấy một ông già đầu bạc, y quan nghiêm nhã, tay cầm quạt lông, chống gậy trúc, tự xưng tính danh rằng: Ta lãnh thần binh vạn đội, sẵn sàng mai phục các chỗ yếu hại, chúa công tức tốc tiến binh chống cự, đã có âm trợ, chớ lo phiền chi cả. 
Đến khi tiến binh trên Bạch Đằng, quả thấy trên không có tiếng xe ngựa, trận ấy quả được đại tiệp; tiên chúa lấy làm lạ, chiếu kiến lập miếu điện, trang nghiêm có từng hơn xưa, lại sắm thêm quạt lông, cờ hoàng đạo, chiên đồng, trống đại, rồi làm lễ thái lao, con hát đến làm lễ tạ; lịch triều theo đó dần dần thành ra cổ lễ.